# Langueux
Langueux är en kommun i departementet Côtes-d'Armor i regionen Bretagne i nordvästra Frankrike. Kommunen ligger i kantonen Langueux som tillhör arrondissementet Saint-Brieuc. År 2022 hade Langueux 7 947 invånare.

## Befolkningsutveckling
Antalet invånare i kommunen Langueux
Referens:INSEE

## Galleri

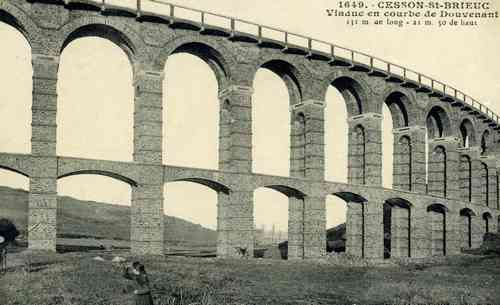
Den 130,8 m långa Langueuxviadukten
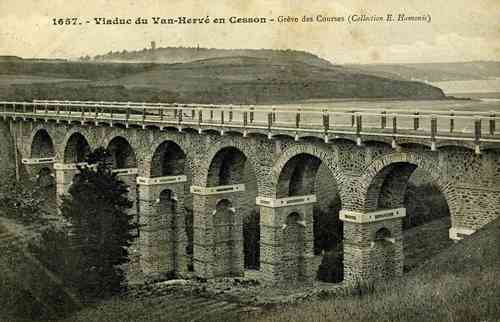
Den 58 m långa Vau-Hervéviadukten
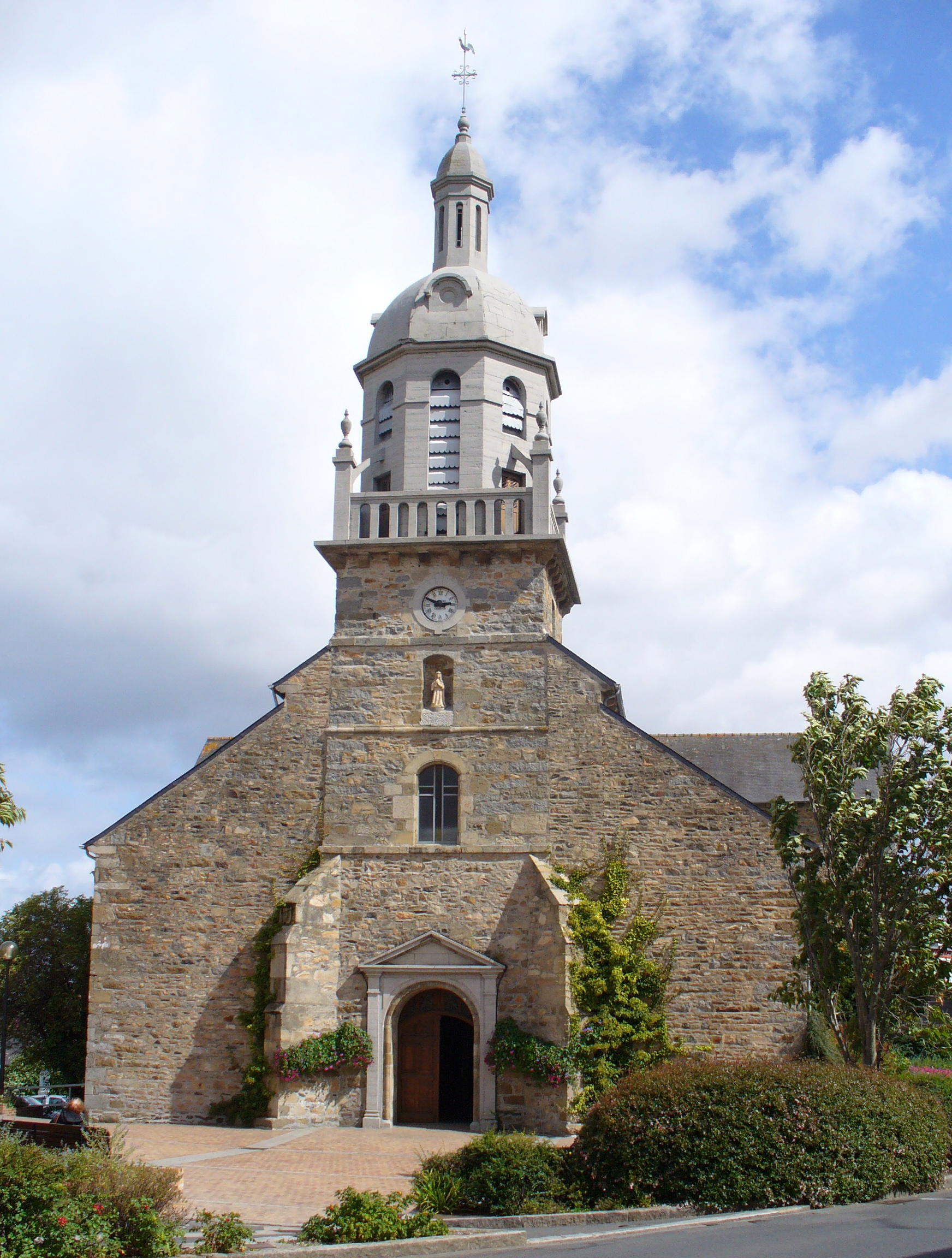
Kyrkan